# Harry Harrison
Harry Maxwell Harrison (12. března 1925 – 15. srpna 2012, Stamford, Connecticut) byl americký autor science fiction, kreslíř a esperantista, který žil v mnoha zemích, včetně Mexika, Anglie, Dánska, Itálie a Irska.
Harrison vystudoval uměleckou akademii a než se stal spisovatelem, živil se jako ilustrátor. Nicméně známým se nestal díky svým komiksům, ale satirickým románům. Z nich nejznámější jsou série knih Ocelová krysa a Bill, galaktický hrdina. Známý je také jeho dystopický román Místo, místo! Více místa! o přelidnění a vyčerpání nerostných zdrojů planety a také cyklus Planety smrti. Samostatně či společně s Brianem Aldissem a dalšími autory sestavil mnoho antologií. Věnoval se i redigování časopisů, kritice i organizační činnosti.

## Dílo

### Knižní série

#### Planety smrti
Ústřední postavou v sérii Planety smrti je dobrodruh a hazardní hráč Jason dinAlt.
Série celkem čítá 10 dílů. Česky zatím vyšlo prvních sedm (k září 2022). První tři romány z 60. let 20. století byly součástí původní trilogie Harryho Harrisona, knihy od čtvrtého dílu dále vyšly v letech 1998–2001 ve spolupráci s ruskými autory Antonem Molčanovem (pseudonym Ant Skalandis) a Michailem Nachmansonem (pseudonym Michail Achmanov) v ruštině, anglická vydání těchto knih se neplánovala.
- První planeta smrti, 1991 (anglicky Deathworld, 1960) – 1. díl série
- Druhá planeta smrti, 1991 (anglicky Deathworld 2, 1964) – 2. díl série
- Třetí planeta smrti, 1992 (anglicky Deathworld 3, 1968) – 3. díl série
- Čtvrtá planeta smrti 1: Návrat na planetu smrti, 2003 (rusky Возвращение в Мир Смерти, 1998) – 4. díl série, spoluautorství Ant Skalandis
- Čtvrtá planeta smrti 2: Planeta smrti na cestě bohů, 2003 (rusky Мир Смерти на пути богов, 1998) – 5. díl série, spoluautorství Ant Skalandis
- Pátá planeta smrti 1: Ráj pirátů, 2005 (rusky Мир Смерти против флибустьеров: Флибустьерский рай, 1998) – 6. díl série, spoluautorství Ant Skalandis
- Pátá planeta smrti 2: Peklo pirátů, 2005 (rusky Мир Смерти против флибустьеров: Ад для флибустьеров, 1998) – 7. díl série, spoluautorství Ant Skalandis
- Мир Смерти и твари из Преисподней – Книга 1: Люди страшнее монстров, 1999 – 8. díl série, spoluautorství Ant Skalandis
- Мир Смерти и твари из Преисподней – Книга 2: Парад феноменов, 1999 – 9. díl série, spoluautorství Ant Skalandis
- Мир Смерти. Недруги по разуму, 2001 – 10. díl série, spoluautorství Michail Achmanov

Do série lze zařadit i povídku Harryho Harrisona z roku 1973 Zakuklená kosmická loď (anglicky The Mothballed Spaceship). Chronologicky náleží mezi třetí (Třetí planeta smrti) a čtvrtý díl cyklu (Čtvrtá planeta smrti 1: Návrat na planetu smrti).

#### Ocelová krysa
V sérii Ocelová krysa je takto nazýván prohnaný podvodník Jim diGriz. V těchto příbězích je se značnou dávkou humoru popisována jak jeho kriminální kariéra, tak i jeho dobrodružství ve službách zákona.
- Ocelová krysa (The Stainless Steel Rat, 1961)
- Ocelová krysa se mstí (The Stainless Steel Rat's Revenge, 1970)
- The Stainless Steel Saves the World, 1972
- Ocelová krysa jde po tobě! (The Stainless Steel Rat Wants You, 1978)
- Ocelová krysa prezidentem (The Stainless Steel Rat for President, 1982)
- Zrození ocelové krysy (A Stainless Steel Rat is Born, 1985)
- Ocelová krysa rukuje (The Stainless Steel Rat Gets Drafted, 1987)
- Ocelová krysa zpívá blues (The Stainless Steel Rat Sings the Blues, 1994)
- The Stainless Steel Rat Goes to Hell, 1996
- The Stainless Steel Rat Joins the Circus, 1999

K sérii byl vydán také gamebook:
- Krysa z nerez oceli (You Can Be The Stainless Steel Rat: An Interactive Game Book), 1988

#### Bill, galaktický hrdina
Sedmidílná série Bill, galaktický hrdina je parodií na Hvězdnou pěchotu Roberta A. Heinleina. Je o rekrutovi vrženém doprostřed hvězdné války. První dva díly napsal Harrison sám, pokračování byla napsána jinými autory a Harrisonem upravena.
- Galaktický hrdina Bill, 1996 (anglicky Bill, the Galactic Hero, 1965)
- Bill, galaktický hrdina: Na planetě otročích robotů, 1996 (anglicky Bill, the Galactic Hero on the Planet of Robot Slaves, 1989)
- Bill, galaktický hrdina: Na planetě lahvových mozků, 1996 (anglicky Bill, the Galactic Hero on the Planet of Bottled Brains, 1990) — spoluautor Robert Sheckley
- Bill, galaktický hrdina: Na planetě upířích zombií, 1996 (anglicky Bill, the Galactic Hero on the Planet of the Zombie Vampires, 1991) — spoluautor Jack C. Haldeman II
- Bill, galaktický hrdina: Na planetě nechutných rozkoší, 1996 (anglicky Bill, the Galactic Hero on the Planet of Tasteless Pleasures, 1991) — spoluautor David Bischoff
- Bill, galaktický hrdina: Na planetě tisíce barů, 1996 (anglicky Bill, the Galactic Hero on the Planet of Ten Thousand Bars, 1991) — spoluautor David Bischoff
- Bill, galaktický hrdina: Poslední neuvěřitelné dobrodružství, 1996 (anglicky Bill, the Galactic Hero: The Final Incoherent Adventure, 1992) — spoluautor David Harris

#### Ráj
Trilogie Ráj popisuje alternativní dějiny, celý děj vychází z předpokladu, že meteorit, který před 65 miliony let zasáhl Zemi a způsobil vyhynutí dinosaurů, na Zemi nedopadl. Děj popisuje střet rodící se lidské civilizace s civilizací inteligentních potomků mosasaurů.
- Na západ od ráje (West of Eden, 1984)
- Zima v ráji (Winter in Eden, 1986)
- Návrat do ráje (Return to Eden, 1988)

#### Kladivo a kříž
Kladivo a kříž je další trilogie s tematikou „alternativních dějin“. Harrison ji vytvořil ve spolupráci s Tomem Shippeyem, který je uveden jako spoluautor pod pseudonymem John Holm. Děj se začíná odehrávat ve středověké Anglii, kde probíhá zápas tradičních místních kultů s pronikajícím křesťanstvím, ale současně i se severskými kulty přinášenými vikingskými nájezdníky. Autor rozvíjí hypotézu, zda dostatečně charismatická osobnost mohla ve vhodném čase vytvořit syntézu křesťanství a nordických kultů, pod touto myšlenkou sjednotit Anglii a zásadně ovlivnit další kulturní vývoj celé Evropy:
- Kladivo a kříž (The Hammer and the Cross, 1993)
- Cesta jediného krále (One King's Way, 1995) — spoluautor John Holm
- Král a císař (King and Emperor, 1996) — spoluautor John Holm

#### Hvězdy a pruhy
Trilogie Hvězdy a pruhy předkládá alternativní historii. Princ Albert na sklonku svého života zasáhl do zahraniční politiky Velké Británie a svým diplomatickým vlivem uklidnil hrozící roztržku se Spojenými státy americkými zmítanými v té době občanskou válkou. Jak by se byly vyvíjely dějiny Ameriky a Evropy, kdyby byl princ Albert zemřel o několik týdnů dřív a krizi místo něj řešila impulsivní královna Viktorie?
- Ať žijí hvězdy a pruhy... (Stars & Stripes Forever, 1998)
- Hvězdy a pruhy v ohrožení (Stars & Stripes in Peril, 2000)
- Hvězdy a pruhy vítězí (Stars & Stripes Triumphant, 2002)

#### Ke hvězdám
Série Ke hvězdám obsahuje tři díly, z nichž první dva byly přeloženy do češtiny:
- Ke hvězdám: Spoutaný svět, česky 1997 (anglicky Homeworld, 1980)
- Ke hvězdám: Svět na kolech, česky 1997 (anglicky Wheelworld, 1981)
- Starworld, 1981

#### Brion Brandd
Série Brion Brandd čítá 2 romány:
- Planeta zatracených (Planet of the Damned, 1962)
- Planeta bez návratu (Planet of No Return, 1981)

#### Tony Hawkin
Série Tony Hawkin sestává ze 2 románů:
- Montezuma's Revenge, 1972
- Queen Victoria's Revenge, 1974

### Sbírky povídek
- War With the Robots, 1962, česky v roce 1994 jako Válka s roboty — sbírka povídek o robotech
- Two Tales and Eight Tomorrows, 1965
- Prime Number, 1970
- One Step from Earth, 1970
- The Men from P.I.G. and R.O.B.O.T, 1974
- The Best of Harry Harrison, 1976
- Stainless Steel Visions, 1993, česky v roce 1998 jako Ocelové vize
- Galactic Dreams, 1994, česky v roce 1997 jako Galaktické sny
- The Best of Harry Harrison: Zpátky na Zemi, 1996
- 50 in 50, 2001
- Toy Shop and Two Others, 2009

### Další díla
- Plague From Space, 1965, česky v roce 1992 jako Hrozba z vesmíru
- Make Room! Make Room!, 1966, česky v roce 1995 jako Místo, místo! Více místa! — dystopický román z přelidněného New Yorku
- The Technicolor Time Machine, 1967, česky roku 1999 jako Stroj času zn. Hollywood
- Captive Universe, 1969, česky v roce 1994 jako Zajatý vesmír
- The Daleth Effect, 1970, jiný název In Our Hands, the Stars
- Spaceship Medic, 1970
- Tunnel Through the Deeps, 1972, jiný název A Transatlantic Tunnel, Hurrah!
- Stonehenge, 1972 — spoluautor Leon E. Stover
- Star Smashers of the Galaxy Rangers, 1973
- The California Iceberg, 1975, spoluator James E. Barry
- Lifeboat, 1976 — spoluautor Gordon R. Dickson, jiný název The Lifeship
- Skyfall, 1976
- The QE2 Is Missing, 1980
- Invasion: Earth, 1982
- A Rebel in Time, 1983, česky roku 1996 jako Rebel proti času
- The Turing Option, 1992 — spoluautor Marvin Minsky

### Omnibusy
- The Deathworld Trilogy (1974)
- The Adventures of the Stainless Steel Rat (1978)
- To the Stars (1981)
- Warriors of the Way (1995) — spoluautor Tom Shippey
- Bill, galaktický hrdina (1998) — český omnibus
- A Stainless Steel Trio (2002)
- Harry Harrison Super Pack (2015) — e-book
- The Idols of Wuld / Planet of the Damned (2016) — druhý autor Milton Lesser